# Goodbye for Now (canção)
"Goodbye for Now" é o primeiro single do álbum Testify da banda californiana de new metal, P.O.D.

## Goodbye for Now
A música é um reflexo do álbum Testify. Expressa claramente a crença e os valores da banda. E acompanhou muito bem o sucesso do Testify.
É sobre a promessa que nós teremos um melhor amanhã. Essa é a mensagem que eu realmente queria passar com essa música. A letra diz: "Se a alegria realmente vem pela manhã, então eu vou sentar e esperar até o sol nascer— P.O.D. em seu MySpace.

## Músicas
1. "Goodbye for Now (Album Version)" - 4:18
2. "Why Wait? (Album Version)" - 3:25
3. "Lights Out (Chris Vrenna Mix)" - 4:33
4. "Goodbye for Now (Music Video)" - 4:33

## Participações de Outros Artistas
- Katy Perry - Backing-vocal;
- Suzie Katayama - Violoncelo.